# Myrmeleon (Myrmeleon) caliginosus
Myrmeleon (Myrmeleon) caliginosus is een insect uit de familie van de mierenleeuwen (Myrmeleontidae), die tot de orde netvleugeligen (Neuroptera) behoort. 
Myrmeleon (Myrmeleon) caliginosus is voor het eerst wetenschappelijk beschreven door Hölzel & Ohm in 1983.